# Amapola del recuerdo

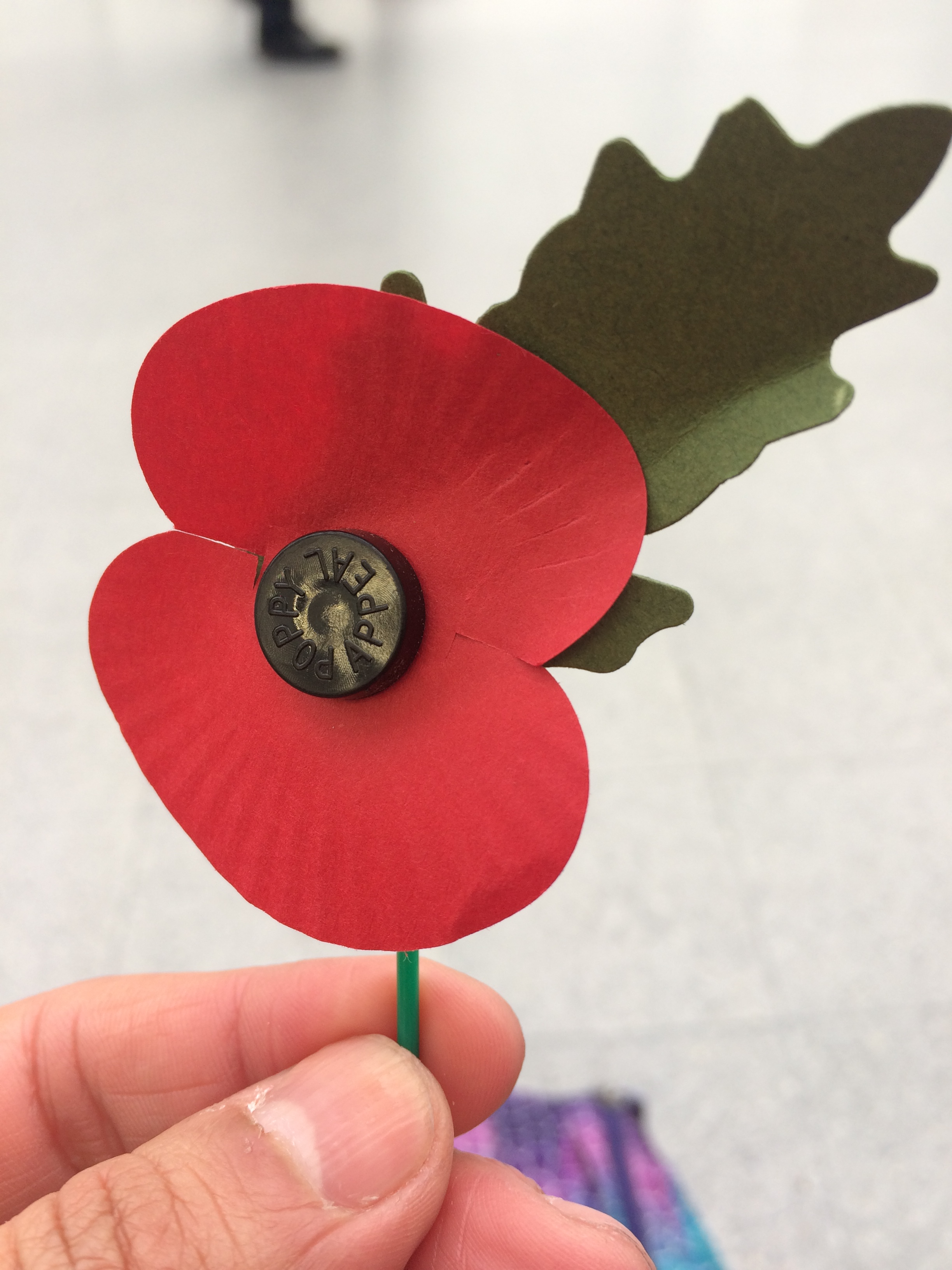
Una amapola del recuerdo

La amapola del recuerdo es una flor artificial que se usa desde 1921 para conmemorar al personal militar que murió en la guerra y representa una amapola. Inspiradas en el poema de la Primera Guerra Mundial "In Flanders Fields", y promovidas por la académica estadounidense Moina Michael, fueron adoptados por primera vez por la Legión Americana para conmemorar a los soldados estadounidenses muertos en esa guerra (1914-1918). Luego fueron adoptados por grupos de veteranos militares en partes del Imperio Británico.
Hoy en día, se utilizan principalmente en el Reino Unido, Canadá, Australia y Nueva Zelanda para conmemorar a sus hombres y mujeres muertos en todos los conflictos. Allí, pequeñas amapolas artificiales se usan a menudo en la ropa que conduce al Día del Recuerdo / Día del Armisticio y las coronas de amapolas a menudo se colocan en los monumentos de guerra. En Australia y Nueva Zelanda, también se usan el Día ANZAC. Se usan también en Estados Unidos, aunque en menor medida.